# Nintendo Labo
Nintendo Labo es una plataforma de juguetes y juegos de construcción desarrollada por Nintendo utilizada como una extensión para la consola Nintendo Switch. 
La plataforma utiliza los kits que incluyen cartones previamente recortados y otros materiales que se montan en combinación con la Nintendo Switch y los Joy-Con para crear los llamados "Toy-Con" que pueden interactuar con el software del juego incluido y viceversa. Nintendo ha diseñado Nintendo Labo como una manera de enseñar los principios de la ingeniería y la física.

## Construcción y jugabilidad
Nintendo Labo será lanzada en forma individual en diferentes Kits de Labo, cada uno contiene un conjunto cartón pre-recortado y otros materiales, que sirven para crear "Toy-Cons", y un juego para Nintendo Switch, que contiene instrucciones interactivas sobre cómo montar los Toy-Con y software con el que interactúan los Toy-Con. Una vez que cada Toy-Con está construido, los jugadores deben insertar la consola y/o uno o  ambos Joy-Con de acuerdo a las instrucciones. Cada Toy-Con funciona de manera diferente en la forma en que se interactúa con los Joy-Con o la pantalla principal. Por ejemplo, un Toy-Con Piano con el que el Joy-Con derecho puede leer con su sensor de infrarrojos las notas que se están tocando mientras el Toy-Con Robot se mueve con la vibracion HD de los Joy-Con, que son controlados a través de la pantalla táctil de la consola. Los jugadores pueden libremente decorar las partes de cartón, utilizando para colorear plumas, cintas y otros materiales, mientras que los usuarios más experimentados pueden inventar nuevas maneras de jugar con cada Toy-Con. El software viene con una función llamada "Toy-Con Garage", que permite a los usuarios crear y programar sus propios Toy-Con usando simples comandos de programación, ya sea comenzando con los Kits de Labo, o con sus propios materiales.

## Desarrollo
Labo fue anunciado el 17 de enero de 2018. Según el presidente de Nintendo América, Reggie Fils-Aimé"Labo es diferente a cualquier cosa que hayamos hecho antes", y fue desarrollado para extender la edad de la audiencia para el Switch. Nintendo dijo que el producto era "específicamente diseñado para los niños y los que son niños de corazón." El lema de Labo es "Crea, Juega, Descubre"; la parte de descubrimiento surge de la forma en que el usuario de los Toy-Con puede entender los fundamentos de la física, la ingeniería y la programación que hacen que el Toy-Con funcione través del acto de crearlos y jugar con ellos. El software de juego proporciona instrucciones acerca de cómo el Toy-Con funciona con el Switch, tal como describe los fundamentos de la detección infrarroja. Mientras que el cartón de los Toy-Con es fuerte, Nintendo reconoce que el cartón puede sufrir desgaste con el tiempo, y planean ofrecer reemplazo de los kit de cartón.

## Kits de Labo
Dos Kits de Labo han sido anunciados en la actualidad para su lanzamiento el 20 de abril de 2018 en América del Norte, Australia, y Japón y el 27 de abril de 2018 en Europa. Un conjunto de accesorios que contiene las plantillas, pegatinas, y la cinta estará disponible por separado.
El Kit Variado contiene los kits de cinco Toy-Con individuales:
- Un auto a control remoto, al cual las vibraciones de los Joy-Con le sirven para proporcionar impulso y dirección para el coche. El software del juego permite al jugador controlar el coche como un vehículo a control remoto normal usando la consola como el mando.
- Una caña de pescar donde los Joy-Con están en el carrete y el mango de la varilla. El juego recibe los movimientos de los Joy-Con para simular un juego de pesca.
- Un piano de juguete con una octava completa de teclas; la consola se sienta encima de esta para servir como un soporte musical.
- Una moto con los Joy-Con insertados en el manillar, en cualquiera de los lados de la consola para la dirección
- Una casa con una ranura para insertar diferentes componentes que pueden interactuar con el software del juego en la pantalla de la consola.

El Kit de Robot incluye piezas para hacer un traje de mecha que incluye una visera que tiene el Joy-Con izquierdo para la detección de movimiento y una mochila que tiene el Joy-Con derecho para leer los movimientos de la mano y de los pies de los columpios. Esto permite que el jugador alboroto a través de un mundo virtual en pantalla. Los periodistas señalaron las similitudes entre este equipo y el Proyecto de Robot Gigante, un título de software para la Wii U que utilizaba el sensor de movimiento del Wii U GamePad para controlar un robot y alboroto a través de una ciudad. Proyecto Robot Gigante fue objeto de burlas durante el E3 2014 y cree estar atado a Star Fox Cero, pero finalmente fue cancelado por Nintendo.
En julio de 2018 Nintendo anunció el tercer kit, que lleva de nombre Nintendo Labo: Kit de vehículo. Este contiene un coche, un submarino y un avión. Este se lanzó el 14 de septiembre de 2018. Este se volvió compatible con Mario Kart 8 Deluxe. 
En marzo de 2019, mediante redes sociales, se anunció el próximo kit, llamado Nintendo Labo: Kit VR. Este es el primer accesorio de Nintendo en contener realidad virtual. Este trae dos paquetes: El Starter Pack con el visor VR y el desintegrador (que se completa con dos paquetes de expansión) y el Complete Pack que trae el contenido del paquete anterior y el pájaro, la cámara, el abanico de pie y el elefante. El kit es compatible con los videojuegos Neonwall,Super Mario Odyssey, The Legend of Zelda: Breath of the Wild, Captain Toad: Treasure Tracker y Super Smash Bros. Ultimate. Este kit fue lanzado el viernes, 12 de abril de 2019.
En el pack de Nintendo Labo: Kit VR en ambos pack puedes tener acceso a  unos lentes que hacen la función de unir las dos imágenes que se crean en la pantalla de la Nintendo Switch al activar la función de VR. El visor aprovecha al máximo el sistema de cámara de  infrarrojos de los mandos para poder moverse por el entorno virtual. El kit contiene los siguientes accesorios: el desintegrador, que tiene un deslizador para cargarlo y posteriormente disparar mediante un botón y crear la sensación de que se ha producido un disparo; la cámara de fotos, que amplia la jugabilidad con unas gafas de buzo que detecta la consola y las interpreta como si fuesen un pez en la pantalla; el elefante, que hace uso de los giroscopios de los Joy-Con para poder hacer dibujos, agarrar y mover objetos; el pájaro, que simula un ave volando y detecta el soplido para hacer ráfagas de aire; y por último, un abanico de pie, que se utiliza como el pedal de una batería.

## Recepción
Los inversores de Nintendo han respondido positivamente a Labo; el día después de que Labo fue anunciado en enero de 2018, el precio de las acciones de Nintendo saltó alrededor de 2,4%, lo que representa aproximadamente $1.4 mil millones de dólares. El análisis indicó que Labo era el tipo de producto poco convencional que solo Nintendo podría desarrollar y vender, mostrando un retorno de Nintendo más financieramente exitoso desde alrededor de una década antes, que conduce al aumento del precio de las acciones.